# 田中たつ
田中 たつ（たなか たつ、1892年〈明治25年〉8月14日 – 1985年〈昭和60年〉8月30日）は日本の政治家、衆議院議員（1期）。旧姓は高坂。

## 来歴
鳥取県米子町（現米子市）に生まれる。小学校卒業後、看護婦養成所に入り、1911年（明治44年）に卒業する。その後、産婆学校を出て、看護婦として病院に勤務し、1922年（大正11年）に産婆を開業した。さらに京都府立医科大学で産婆学を学び、保健婦の資格を得て、1943年（昭和18年）に鳥取県保健婦協会会長に就任した。
1946年（昭和21年）、戦後第1回の総選挙に鳥取県から無所属で立候補して最下位（4位）で当選した。当選後は国民党を経て国民協同党に入った。翌1947年（昭和22年）の総選挙に鳥取全県区から立候補したが落選した。その後は再び立候補しなかった。1985年死去。